# Élevage bovin en Algérie
L'Élevage bovin en Algérie résulte d'une tradition ancienne, probablement depuis les Romains et de l'influence de l'élevage français.

## Origine

### Génétique
La  brune de l'Atlas est élevée depuis l'Antiquité. Rustique et de petite taille, elle s'est accommodée de conditions d'élevage difficiles, donnant sa force de travail, sa viande, son cuir et son lait. C'est la race parfaite dans une économie de subsistance en polyculture-élevage. 
De cette population bovine originelle, des races se sont acclimatées chacune aux conditions difficiles de leur région d'élevage.
À partir des années 1970, des races européennes laitières à rendement largement supérieur ont été importées.

### Géographique
La moitié de l'élevage bovin des races anciennes et améliorées (métissage de races anciennes et européennes) se situe dans la partie nord-est du pays. 

## Élevage

### Constat
Le troupeau algérien a augmenté de 865 000 en 1968 à 1 424 000 animaux en 1985. Depuis, il est resté relativement stable entre 1990 et 2005, dont 800 000 vaches. Cette stabilisation ne permet pas de suivre la demande en hausse constante. Le prix du lait et les aides trop faibles ne motivent pas les éleveurs et leur niveau de compétence ne progresse pas. Par ailleurs, l'état sanitaire moyen de certains troupeaux et la médiocrité des pâturages nécessiteraient des aides financières et techniques.

### Structure
L'élevage extensif est pratiqué dans les régions montagneuses avec transhumance. Il est concerné par des races anciennes ou métissées. Il représente 40 % de la production laitière et 78 % de la production bouchère.
Dans l'est du pays, un élevage semi intensif est pratiqué en utilisant les sous-produits de l'agriculture comme fourrage. Il produit de la viande et du lait majoritairement auto-consommé. La surface fourragère cultivée est de 1 % de la surface agricole utile. 
Un élevage intensif existe chez des producteurs disposant de petites surfaces agricoles, voire pas du tout. Ils achètent l'essentiel des aliments de leurs animaux. La taille des troupeaux est réduite. Ce système est mixte avec production de lait et élevage des jeunes jusqu'à l'abattage. La productivité est toutefois en deçà des objectifs attendus avec l'importation de races productives.

### Perspective d'évolution
Un programme de développement a été initié à partir de 1995. Il vise à aider la construction de petites laiteries destinées à collecter et transformer localement le lait pour la vente. De même, les producteurs peuvent être subventionnés.  
Le plan de développement agricole initié en 2000 vise a améliorer la production, tout en préservant l'environnement. Le reboisement de zones montagneuses doit lutter contre la désertification, mais aussi, ultérieurement, constituer une zone de pâture plus riche. Les investissements publics sont aussi destinés à l'augmentation de l'emploi rural et au confort de travail des agriculteurs.
Un mémoire de fin d'étude vétérinaire de 2005 pointe du doigt un élevage manquant cruellement de suivi. Le fourrage manque de régularité, les périodes de pénuries succédant celles d'abondance. La production laitière et la santé des animaux en découlent. La gestion dans le temps n'est pas meilleure, l'absence de contrôle laitier et la reproduction non programmée laissent dériver la génétique des animaux importés. Dans la wilaya de Constantine, les races dominantes sont les holstein et française frisonne pie noire, 61 % de l'effectif. Les races autochtones et métissées sont minoritaires, avec respectivement 32 et 7 %.

## Production
Le cheptel bovin algérien a fourni 450 000 tonnes de viande en 2005. Cette production est nettement insuffisante. Elle est notamment fortement concurrencée par la production de viande de mouton : le mouton est plus apte à tirer profit des steppes sèches.
La production laitière n'assure que 35 % de la consommation nationale. Le lait de vache représente 80 % de l'économie, mais les lait de chèvre, de mouton ou de chamelle restent cantonnés à un marché local d'autoconsommation.

## Races

### Races autochtones
Cette liste de races bovines autochtones correspond à celles répertoriées par l'Organisation des Nations unies pour l'alimentation et l'agriculture (FAO).
| Race             | Photo | Production | Homonymes | Régions                             | Remarques                        |
| ---------------- | ----- | ---------- | --------- | ----------------------------------- | -------------------------------- |
| Brune de l'Atlas |       | Mixte      |           | Nord-est du pays                    |                                  |
| Chelifienne      |       | Mixte      |           | Massif de Dahra                     | Apparentée à la Brune de l'Atlas |
| Cheurfa          |       | Mixte      |           | Wilaya d'Annaba                     | Apparentée à la Brune de l'Atlas |
| Guelmoise        |       | Mixte      |           | Wilaya de Guelma et wilaya de Jijel | Apparentée à la Brune de l'Atlas |
| Sétifienne       |       | Mixte      |           | Monts de Babors                     | Apparentée à la Brune de l'Atlas |

### Races introduites en provenance d'autres pays
Cette liste de races bovines allochtones correspond à celles répertoriées par l'Organisation des Nations unies pour l'alimentation et l'agriculture, la FAO
| Race                        | Photo | Production | Homonymes          | Régions | Remarques                                                 |
| --------------------------- | --- | ---------- | ------------------ | ------- | --------------------------------------------------------- |
| Holstein                    | Photo couleur de vache pie noir au pâturage. Elle a une musculature mince et mamelle de grande taille.                                                                          | Laitière   |                    |         | Appartient au races bovines du littoral de la mer du Nord |
| Française frisonne pie noir | Photo noir et blanc d'une vache pie noir en stabulation libre. Elle a une allure massive avec un tronc cylindrique sur des pattes courtes et fines. La mamelle est volumineuse. | Laitière   | Hollandaise        |         | Appartient au races bovines du littoral de la mer du Nord |
| Pie rouge des plaines       | Photo couleur de vache pie rouge à musculature mince et mamelle de grande taille, présentée par sa propriétaire.                                                                | Laitière   |                    |         | Race bretonne récente largement métissée de red holstein  |
| Montbéliarde                | Photo couleur de vache pie rouge à mamelle de grande taille au pâturage. | Laitière   |                    |         | Appartient au rameau pie rouge des Montagnes              |
| Tarentaise                  | Photo couleur d'une vache couleur fauve et mamelle développée dans un pâturage enneigé.                                                                                         | Laitière   | Tarine             |         | Appartient au rameau rameau brun                          |
| Simmental                   | vache beige clair et blanche à charpente musclée. | Laitière   | Pie rouge de l'est |         | Appartient au rameau Pie rouge des montagnes              |